# Aerosmith
Aerosmith és una banda estatunidenca de rock, de vegades anomenada "The Bad Boys from Boston" (Els nois dolents de Boston) i "America's Greatest Rock and Roll Band" (La millor banda de Rock and Roll estatunidenca). El seu estil, que té arrel al hard rock basat en el blues, també incorpora elements de música pop, heavy metal, i rhythm and blues, i ha inspirat molts altres artistes de rock. La banda es va formar a Boston (Massachusetts) el 1969. El guitarrista Joe Perry i el baixista Tom Hamiltion, que originalment tocaven junts en una banda anomenada The Jam Band, van conèixer el cantant Steven Tyler, el bateria Joey Kramer, i el guitarrista Ray Tabano, i van formar Aerosmith. El 1971, Tabano va ser substituït per Brad Whitford, i la banda va començar a atraure cert nombre de seguidors a Boston.
Van firmar amb Columbia Records el 1972, i van llançar un seguit d'àlbums amb diversos discos de platí, començant per l'àlbum del 1973 amb el mateix nom. El 1975, la banda va assolir un gran èxit amb l'àlbum Toys in the Attic, i amb el següent àlbum del 1976 Rocks van confirmar la seva condició d'estrelles del hard rock. A finals dels anys 70, eren unes de les bandes de hard rock més populars del món i un grup lleial de seguidors, sovint anomenat The Blue Army. Tanmateix, la drogoaddicció i un conflicte intern van provocar la marxa de Perry i Whitford, el 1979 i el 1981 respectivament. Van ser substituïts per Jimmy Crespo and Rick Dufay. Al grup no li va anar bé entre el 1980 i el 1984, i només van llançar un àlbum, Rock in a Hard Place, que va tenir or però no va ser com els èxits anteriors.
Tot i que Perry i Whitford van tornar el 1984 i la banda va firmar amb Geffen Records, el grup no va tornar a guanyar el nivell de popularitat dels anys 70 fins que van llançar l'àlbum Permanent Vacation el 1987. A finals dels anys 80 i als anys 90, la banda va tenir uns quants èxits i va guanyar força premis pels àlbums amb múltiples discos de platí Pump (1989), Get a Grip (1993), i Nine Lives (1997). El seu retorn s'ha descrit com un dels més importants i espectaculars de la història del rock 'n' roll. Després de 39 anys actuant, la banda continua fent gires i gravant música.
Aerosmith és la banda estatunidenca de hard rock que més àlbums ha venut, havent-ne venut 150 milions arreu del món, incloent 66,5 milions d'àlbums a només els Estats Units. També tenen el rècord de més àlbums d'or i amb més d'un platí. La banda ha tingut 21 èxits al Top 40 de Billboard Hot 100, nou èxits a la primera posició de Mainstream Rock, quatre premis Grammy i deu MTV Video Music Awards. Van entrar al Rock and Roll Hall of Fame el 2001, i el 2005 estaven a la 57a posició dels 100 Millors Artistes de Tots els Temps segons la revista Rolling Stone.
L'1 de maig de 2023, la banda va anunciar al seu compte d'Instagram que deixava els escenaris i que iniciaria una gira de comiat el 12 de setembre, anomenada «Peace Out», que recorreria els Estats Units i el Canadà. Serien un total de 40 concerts, amb origen a Filadèlfia i tancament el 26 de gener de 2024 a Montreal, amb els Black Crowes com a teloners.

## Orígens
El 1964, Steven Tyler va formar la seva pròpia banda anomenada Strangeurs -més tard Chain Reaction- a Nou Hampshire. Tocaven bàsicament cançons de The Rolling Stones i The Beatles a part d'algunes cançons compostes per ell mateix. Entre 1967 i 1969 graven un parell de senzills i fan petits treballs de teloners per a grups com els Yardbirds i The Beach Boys. Mentrestant, Perry i Hamilton van formar el Jam Band (comunament conegut com a "Jam Band de Joe Perry"), que es va basar en estil incomformista i blues. Hamilton i Perry es van traslladar a Boston al setembre de 1969. Allà van conèixer a Joey Kramer, un bateria de Yonkers, Nova York. Kramer coneixia Tyler i sempre havia esperat tocar en una banda amb ell. Kramer, estudiant de Berklee College of Music, va decidir deixar l'escola per unir-se a Jam Band.
En 1970, Chain Reaction i Jam Band van tocar en el mateix concert. Tyler immediatament va estimar el so de Jam Band i desitjà combinar les dues bandes. A l'octubre de 1970, les bandes es van tornar a trobar i van considerar la proposta. Tyler, que havia estat bateria i cantant de còpia de seguretat en Chain Reaction, es va negar decididament a tocar la bateria en aquesta nova banda, insistint que només participaria si pogués ser líder i vocalista principal. Els altres van acceptar, i va néixer una nova banda. La banda es va traslladar a casa d'en Tyler a la 1325 Commonwealth Avenue a Boston, on van escriure i assajar la música junts i descansaven entre els espectacles.
Segons els informes, els membres de la banda passaven els vespres drogant-se i mirant reemissions de Three Stooges. Un dia, van tenir una reunió post-Stooges per intentar donar nom a la banda. Kramer va dir que quan estava a l'escola, volia escriure la paraula aerosmith per tot arreu de les seves llibretes. Aquest nom aparegué al cap d'en Kramer després d'escoltar l'àlbum d'Harry Nilsson 'Aerial Ballet', que mostrava a la imatge de la coberta un artista de circ que saltava d'un biplà. Inicialment, els companys de banda de Kramer no estaven impressionats; tots van pensar que es referia a la novel·la de Sinclair Lewis que havien de llegir a la classe d'anglès d'ensenyament secundari. "No, no Arrowsmith", va explicar Kramer. "A-E-R-O ... Aerosmith" La banda es decidí per aquest nom després de considerar "The Hookers" i "Spike Jones"

## Creació del Grup
Aviat, la banda va contractar a Ray Tabano, un amic d'infància de Tyler, com a guitarrista de ritme i va començar a tocar en espectacles locals. Aerosmith va interpretar el seu primer concert a Mendon (Massachusetts) a l'escola secundària regional de Nipmuc (avui Miscoe Hill Middle School) el 6 de novembre de 1970. En 1971, Tabano va ser reemplaçat per Brad Whitford, que també va assistir a la Berklee School of Music i va ser anteriorment a la banda Earth Inc. Brad Whitford, de Reading (Massachusetts), ja havia tocat a Reading's AW Coolidge Middle School. A més d'un període comprès entre juliol de 1979 i abril de 1984, la formació de Tyler, Perry, Hamilton, Kramer i Whitford s'ha mantingut igual.

## Desenvolupament del grup
Després de formar la banda i finalitzar l'alineació el 1971, la banda va començar a guanyar un èxit local fent espectacles en directe. Originalment reservat a través de l'Agència Ed Malhoit, la banda va signar un acord de promoció amb Frank Connelly i finalment va aconseguir un acord de gestió amb David Krebs i Steve Leber el 1972. Krebs i Leber van convidar al president de Columbia Records, Clive Davis, a veure la banda a la Max's Kansas City (ciutat de Nova York). Aerosmith no estava programat originalment per tocar aquella nit al club, però van pagar diners de les seves butxaques per aconseguir un lloc al cartell d'actuacions, segons sembla, l'única banda que ho ha fet mai al Max's. "No Surprize" cançó del seu àlbum Night in the Ruts rememora aquell moment en què van començar la seva fama.
Aerosmith va signar amb Columbia a mitjan 1972 per un muntant de 125.000 dòlars i va publicar el seu primer àlbum, Aerosmith. Llançat el gener de 1973, l'àlbum va arribar al punt 166. L'àlbum va ser un estil rock and roll senzill amb influències de blues ben definides, i va establir les bases del so de Blues Rock de signatura d'Aerosmith. Tot i que el senzill més alt de l'àlbum va ser "Dream On" al número 59, diverses pistes, com "Mama Kin" i "Walkin 'the Dog", es convertirien en un element bàsic dels espectacles en directe de la banda i eren radiades en emissores de rock. L'àlbum va arribar inicialment a l'estatus d'or, finalment va vendre dos milions de còpies i va obtenir un doble platí després que la banda arribés celebrés èxits durant més d'una dècada. Després de gires constants, la banda va llançar el seu segon àlbum Get Your Wings en 1974, el primer d'una cadena d'àlbums de diversos platins produïts per Jack Douglas. Aquest àlbum incloïa els èxits de ràdio rock "Same Old Song and Dance" i "Train Kept A-Rollin", una portada feta prèviament pels Yardbirds. L'àlbum també va contenir diversos premis de fans incloent "Lord of the Thighs", "Seasons of Wither" i "S.O.S. (Too Bad)", cançons més fosques que s'han convertit en fixes en els directes de la banda. Fins ara, Get Your Wings ha venut tres milions de còpies.
No obstant això, va ser Toys in the Attic de 1975, que va establir a Aerosmith com a estrelles internacionals que competeixen amb els protagonistes Led Zeppelin i The Rolling Stones. Originalment menyspreats com imitadors de The Rolling Stones en part a causa de la semblança física entre els vocals principals Steven Tyler i Mick Jagger, Toys in the Attic va demostrar que Aerosmith era una banda única i amb talent. Toys in the Attic va ser un èxit immediat, començant pel disc senzill "Sweet Emotion", que es va convertir en el primer èxit de la banda Top 40. Això va ser seguit per una reedició exitosa de "Dream On" que va aconseguir el número 6, convertint-se en el seu millor single de les llistes d'èxits dels anys 70. "Walk this Way", reeditada el 1976, va arribar al Top 10 a principis de 1977.
A més, "Toys in the Attic" i "Big Ten Inch Record" (una cançó originalment gravada per Bull Moose Jackson) es va convertir en un grapat de concerts. Com a resultat d'aquest èxit, els dos àlbums anteriors reeditats de la banda. Toys in the Attic ha passat a ser l'àlbum d'estudi més venut de la banda als Estats Units, amb vendes certificades dels EUA de vuit milions de còpies. La banda va recórrer en suport de Toys in the Attic, on van començar a obtenir més reconeixement. També al voltant d'aquest temps, la banda va establir la seva base d'origen com "The Wherehouse" a Waltham (Massachusetts), on gravar i assajar música, així com realitzar negocis.

## Decadència de la banda
.En 1979 publiquen el disc Night in the Ruts, i poc després Joe Perry i Brad Whitford deixen la banda. Els problemes de drogues i els malentesos entre Joe Perry i Steven Tyler ho provoquen. Són substituïts per Jimmy Crespo i Rick Dufay. Per fi, després de molts malentesos, problemes amb les drogues i un accident de moto de Steven Tyler en 1982 editen Rock in a Hard Place.
Però aquest disc ja no va sonar igual. Els Aerosmith van decaure en les vendes i paral·lelament les bandes de Joe Perry i Brad Whitford tampoc anaven gaire bé.
L'any 1985, després d'una visita de Joe i Brad als seus antics companys la banda deixa les diferències i torna a agrupar-se.

## Renaixement de la banda
L'any 1987 Aerosmith publica el disc Permanent Vacation, que va ser el disc de rellançament del grup. Però la imatge del grup s'havia vist danyada pels problemes de principis dels anys vuitanta.
Fou a conseqüència d'una versió de la seva mítica cançó "Walk this Way" amb els Run DMC que Aerosmith van recuperar tot el seu prestigi perdut. Aquesta cançó va fer renéixer la banda.
El 1989 van editar el fantàstic Pump. Amb aquests discos van confirmar que no sempre és veritat allò que les segones parts no són bones i que havia 'Aerosmith' per estona.
El següent disc ja va ser fulminat. L'any 1993 es va publicar el Get a Grip, un disc que va aconseguir diversos números 1 amb cançons com "Living on the Edge", "Amazing", "Crazy" o "Cryin'".

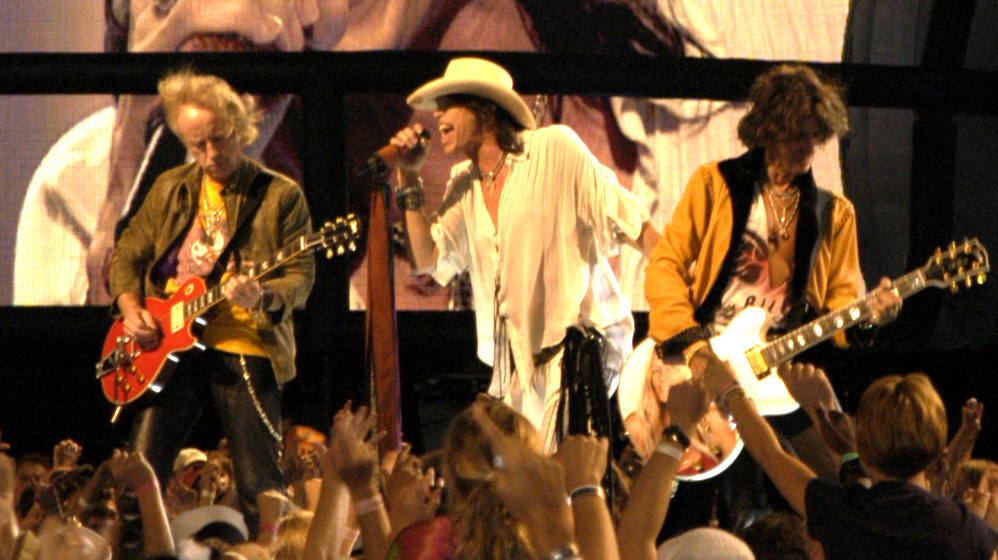
Brad Whitford, Steven Tyler i Joe Perry d'Aerosmith actuant a la NFL Kickoff a Washington, D.C., el 4 de setembre de 2003

A partir d'aquest moment editaren diversos àlbums com Nine Lives (1997), Just Push Play (2001) i el bluesy rock Honkin' on Bobo (àlbum de represes blues / 2004).
Cal destacar que el 1998 van fer la banda sonora de la pel·lícula Armageddon, protagonitzada per Bruce Willis i Liv Tyler, la filla de Steven Tyler. Una banda sonora amb una cançó, "I Don't Want to Miss a Thing" que els va donar a conèixer a tot el món.

## Membres actuals

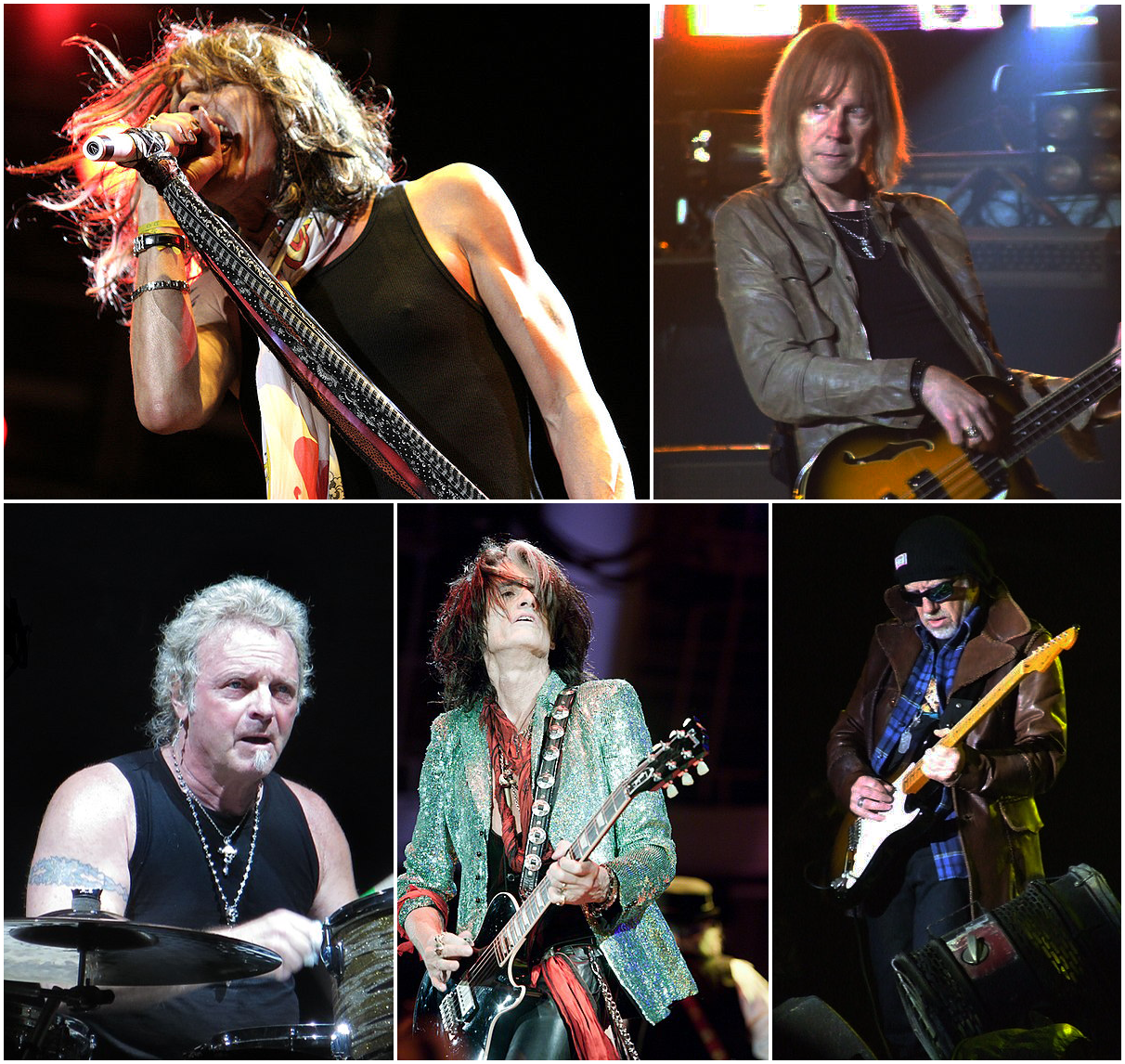
Sentit horari començant per superior esquerra: Steven Tyler, Tom Hamilton, Brad Whitford, Joe Perry i Joey Kramer.

- Steven Tyler - veu, piano, harmònica (1970-?)
- Joe Perry - Guitarra, veu (1970-1979,1984-?)
- Brad Whitford - Guitarra (1971-79, 1984-?)
- Tom Hamilton - Baix (1970-?)
- Joey Kramer - Bateria i percussió (1970-?)

Antics membres
- Ray Tabano - Guitarra (1970-71)
- Jimmy Crespo - Guitarra (1979-84)
- Rick Dufay - Guitarra (1980-84)
- Thom Gimble- Teclat i saxo (1988-1996)

## Cronologia
|                     | 1970-1971     | 1971-1979                                                           | 1979-1980        | 1980-1984            | 1984-1988                              | 1988-1996                                          | 1996-2015                                                                  |
| Àlbums              |               | Aerosmith, Get Your Wings, Toys in the Attic, Rocks i Draw the Line | Nigh in the Ruts | Rock in a Hard Place | Done with Mirrors i Permanent Vacation | Pump, Toxic Graffitti, Get a Grip i Pandora's Toys | Nine Lives, Just Push Play, Honkin'on Bobo i Music from Another Dimension! |
| ------------------- | ------------- | ------------------------------------------------------------------- | ---------------- | -------------------- | -------------------------------------- | -------------------------------------------------- | -------------------------------------------------------------------------- |
| Piano i harmónica   | Steven Tyler  | Steven Tyler                                                        | Steven Tyler     | Steven Tyler         | Steven Tyler                           | Steven Tyler                                       | Steven Tyler                                                               |
| Veu                 | Steven Tyler  | Steven Tyler                                                        | Steven Tyler     | Steven Tyler         | Steven Tyler                           | Steven Tyler                                       | Steven Tyler                                                               |
| Steven Tyler        |               |                                                                     |                  |                      |                                        |                                                    |                                                                            |
| Joe Perry           | Joe Perry     |                                                                     |                  | Joe Perry            | Joe Perry                              | Joe Perry                                          |                                                                            |
| Joe Perry           | Joe Perry     | Guitarra                                                            | Jimmy Crespo     | Jimmy Crespo         | Joe Perry                              | Joe Perry                                          |                                                                            |
| Brad Whitford       | Brad Whitford | Guitarra                                                            |                  | Rick Dufay           | Brad Whitford                          | Brad Whitford                                      | Brad Whitford                                                              |
| Ray Tabano          |               | Guitarra                                                            |                  |                      |                                        |                                                    |                                                                            |
| Baix                | Tom Hamilton  | Tom Hamilton                                                        | Tom Hamilton     | Tom Hamilton         | Tom Hamilton                           | Tom Hamilton                                       | Tom Hamilton                                                               |
| Bateria i percussió | JOey Kramer   | JOey Kramer                                                         | JOey Kramer      | JOey Kramer          | JOey Kramer                            | JOey Kramer                                        | JOey Kramer                                                                |
| Teclat i saxo       |               |                                                                     |                  |                      |                                        | Thom Gimble                                        | Thom Gimble                                                                |

## Discografia principal
Àlbums d'estudi
- Aerosmith (1973)
- Get Your Wings (1974)
- Toys in the Attic (1975)
- Rocks (1976)
- Draw the Line (1977)
- Night in the Ruts (1979)
- Rock in a Hard Place (1982)
- Done with Mirrors (1985)
- Permanent Vacation (1987)
- Pump (1989)
- Toxic Graffiti (1993)
- Get a Grip (1993)
- Pandora's Toys (1995)
- Nine Lives (1997)
- Just Push Play (2001)
- Honkin' on Bobo (2004)
- Music from Another Dimension! (2012)

## Guardons
Nominacions
- 1998: Grammy al millor àlbum de rock
- 2002: Grammy al millor àlbum de rock